# محمد حمزة (مبارز)
محمد حمزة (مواليد 11 سبتمبر 2000) هو مبارز مصري يدرس في جامعة برينستون شارك ضمن فريق سيف الشيش في الألعاب الأولمبية الصيفية 2016.

## المشاركة الأولمبية

### طوكيو 2020
| الرياضيّ/ون                                         | الحدث             | دور الـ64     | دور الـ32                          | دور الـ16                 | ربع النهائي                         | نصف النهائي                           | النهائي / م.ب.                            | النهائي / م.ب. |
| الرياضيّ/ون                                         | الحدث             | الخصم النتيجة | الخصم النتيجة                      | الخصم النتيجة             | الخصم النتيجة                       | الخصم النتيجة                         | الخصم النتيجة                             | الترتيب        |
| -------------------------------------------------- | ----------------- | ------------- | ---------------------------------- | ------------------------- | ----------------------------------- | ------------------------------------- | ----------------------------------------- | -------------- |
| محمد حمزة                                          | فردي – سيف الشيش ‏ | د. ل.         | Mepstead (بريطانيا العظمى) ف 15–13 | Cassarà (إيطاليا) ف 15–13 | Choupenitch (جمهورية التشيك) خ 9–15 | لم يتأهل                              | لم يتأهل                                  | لم يتأهل       |
| علاء الدين أبو القاسم محمد حمزة محمد حسن يوسف سناء | فرق – سيف الشيش ‏  | ل. ي.         | ل. ي.                              | ل. ي.                     | فرنسا (فرنسا) · خ 34–45             | المراكز 5-8 إيطاليا (إيطاليا) خ 45-30 | المراكز 7-8 هونغ كونغ (هونغ كونغ) خ 45-21 | الثامن         |